# Instinkt (film)
 For alternative betydninger, se Instinkt (flertydig). (Se også artikler, som begynder med Instinkt)
Instinkt er en dansk kortfilm fra 2006 instrueret af Roni Ezra.

## Handling
Drevet af sine instinkter vender Morten tilbage til stedet, hvor alt blev ændret.

## Medvirkende
- Ken Vedsegaard, Morten
- Kaya Brüel, Anna
- Kurt Ravn, Albert